# Limolita

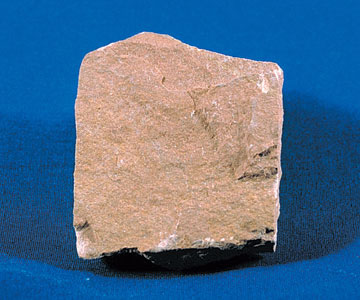
Un fragmento de siltita.

La limolita es una roca sedimentaria que tiene un tamaño de grano en el rango del limo, más fino que la arenisca y más grueso que arcillas.

## Descripción
La limolita es una roca sedimentaria clástica o detrítica. Como su nombre indica, está compuesta principalmente (más de 2/3) de limo, partículas de tamaño definido como granos de 1/16 - 1/256 mm o de 4 a 8 en la escala phi (φ) de Krumbein. Las limolitas difieren significativamente de las areniscas debido a sus poros más pequeños y una mayor propensión a contener una significativa fracción de arcilla. Aunque a menudo se confunde con lutita, la limolita carece de la fisibilidad y láminas que son típicas de la lutita. Las limolitas puede contener concreciones. A menos que la roca sedimentaria sea bastante arcillosa, es probable una estratificación que sea oscura y que tiende a superar en ángulos oblicuos no relacionados con el lecho. El mudstone o esquisto es una roca que contiene barro, que es un material que tiene un alcance de limo y arcilla. La limolita se diferencia por tener una composición mayoritaria de limo, no de arcilla.